# James Mark Beckman
James Mark Beckman (Lawrenceburg, 19 ottobre 1962) è un vescovo cattolico statunitense, dal 7 maggio 2024 vescovo di Knoxville.

## Biografia
James Mark Beckman è nato a Lawrenceburg, nel Tennessee, il 19 ottobre 1962 da Jimmy e Louis Beckman. È il maggiore di sei figli.

### Formazione e ministero sacerdotale
Ha frequentato la Sacred Heart School e la Lawrence County High School e nel 1984 ha conseguito il Bachelor of Arts in storia presso il St. Ambrose College di Davenport. Ha maturato la vocazione al presbiterato mentre frequentava la scuola secondaria.
Ha compiuto gli studi ecclesiastici presso il Collegio americano dell'Immacolata Concezione a Lovanio. Nel 1988 ha conseguito la laurea magistrale in studi religiosi presso la Katholieke Universiteit Leuven.
Dopo l'ordinazione diaconale ha prestato servizio nella parrocchia di Santo Stefano a Old Hickory e ha insegnato alla Father Ryan High School e alla Notre Dame High School di Chattanooga. Il 13 luglio 1990 è stato ordinato presbitero per la diocesi di Nashville nella cattedrale diocesana da monsignor James Daniel Niedergeses, vescovo di Nashville. In seguito è stato vicario parrocchiale della parrocchia del Santo Rosario a Nashville dal 1990 al 1991; insegnante e preside associato per gli affari pastorali della Father Ryan High School a Nashville dal 1990 al 1996; parroco della parrocchia di Nostra Signora di Lourdes a Springfield e della missione di San Michele a Cedar Hill dal 1996 al 2002; direttore dell'ufficio diocesano per i giovani dal 1996 al 2002; decano del decanato nord-occidentale dal 2001 al 2002; parroco della parrocchia di San Matteo a Franklin dal 2002 al 2015; decano del decanato centrale dal 2008 al 2013; parroco della parrocchia di San Enrico a Nashville dal 2015 al 2024 e direttore del personale sacerdotale dal 2018 al 2024.
Ha prestato servizio anche in diversi consigli e commissioni della sua diocesi e come cappellano dei Cavalieri di Colombo.
Nel 2014, Beckman si è recato in Spagna per percorrere il Cammino di Santiago, un tradizionale percorso di pellegrinaggio verso Santiago di Compostela.

### Ministero episcopale
Il 7 maggio 2024 papa Francesco lo ha nominato vescovo di Knoxville. Si è congedato dalla diocesi di origine con due messe celebrate rispettivamente il 25 giugno nella cattedrale dell'Incarnazione a Nashville  e il 30 giugno nella chiesa parrocchiale di Sant'Enrico nella stessa città. Il 25 luglio successivo, durante i vespri solenni per l'ordinazione episcopale recitati nella cattedrale del Sacro Cuore di Gesù a Knoxville, ha emesso la professione di fede e pronunciato il suo giuramento di fedeltà alla Sede Apostolica. Ha ricevuto l'ordinazione episcopale il giorno dopo nel Convention Center di Knoxville dall'arcivescovo metropolita di Louisville e amministratore apostolico di Knoxville Shelton Joseph Fabre, co-consacranti il vescovo di Kansas City-Saint Joseph James Vann Johnston e quello di Nashville Joseph Mark Spalding. Durante la stessa celebrazione ha preso possesso della diocesi.
Il 30 luglio ha presieduto la prima messa nella cattedrale diocesana.

## Genealogia episcopale
La genealogia episcopale è:
- Cardinale Scipione Rebiba
- Cardinale Giulio Antonio Santori
- Cardinale Girolamo Bernerio, O.P.
- Arcivescovo Galeazzo Sanvitale
- Cardinale Ludovico Ludovisi
- Cardinale Luigi Caetani
- Cardinale Ulderico Carpegna
- Cardinale Paluzzo Paluzzi Altieri degli Albertoni
- Papa Benedetto XIII
- Papa Benedetto XIV
- Papa Clemente XIII
- Cardinale Bernardino Giraud
- Cardinale Alessandro Mattei
- Cardinale Pietro Francesco Galleffi
- Cardinale Giacomo Filippo Fransoni
- Cardinale Carlo Sacconi
- Cardinale Edward Henry Howard
- Cardinale Mariano Rampolla del Tindaro
- Cardinale Rafael Merry del Val
- Cardinale Giovanni Vincenzo Bonzano
- Arcivescovo John Gregory Murray
- Vescovo James Louis Connolly
- Cardinale Humberto Sousa Medeiros
- Arcivescovo Alfred Clifton Hughes
- Arcivescovo Shelton Joseph Fabre
- Vescovo James Mark Beckman